# Toxorhynchites magnificus
Toxorhynchites magnificus är en tvåvingeart som beskrevs av George Frederick Leicester 1908. Toxorhynchites magnificus ingår i släktet Toxorhynchites och familjen stickmyggor. Inga underarter finns listade i Catalogue of Life.